# St. Bonifaz (Erlangen)

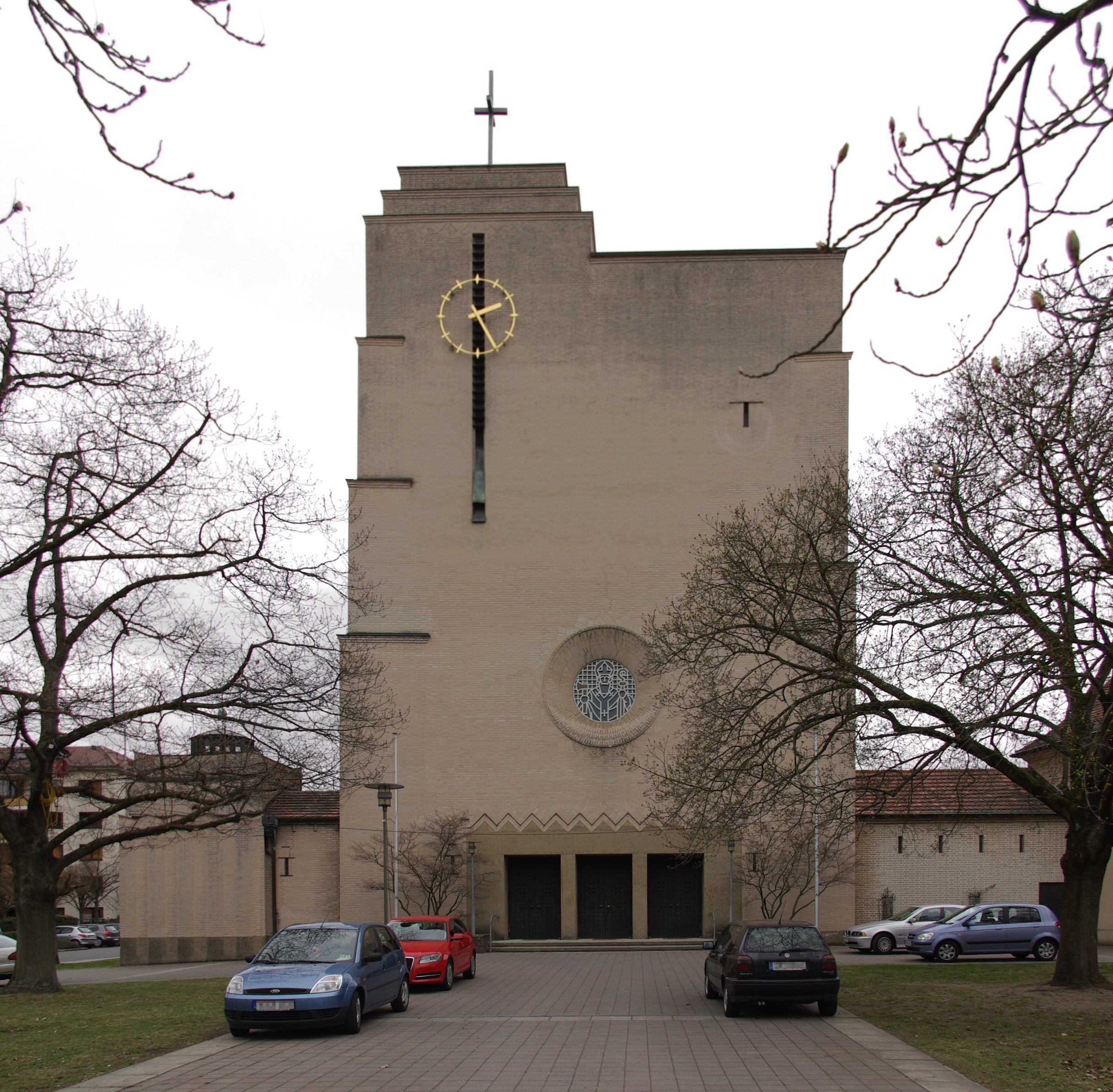
Außenansicht der Pfarrkirche St. Bonifaz von Westen

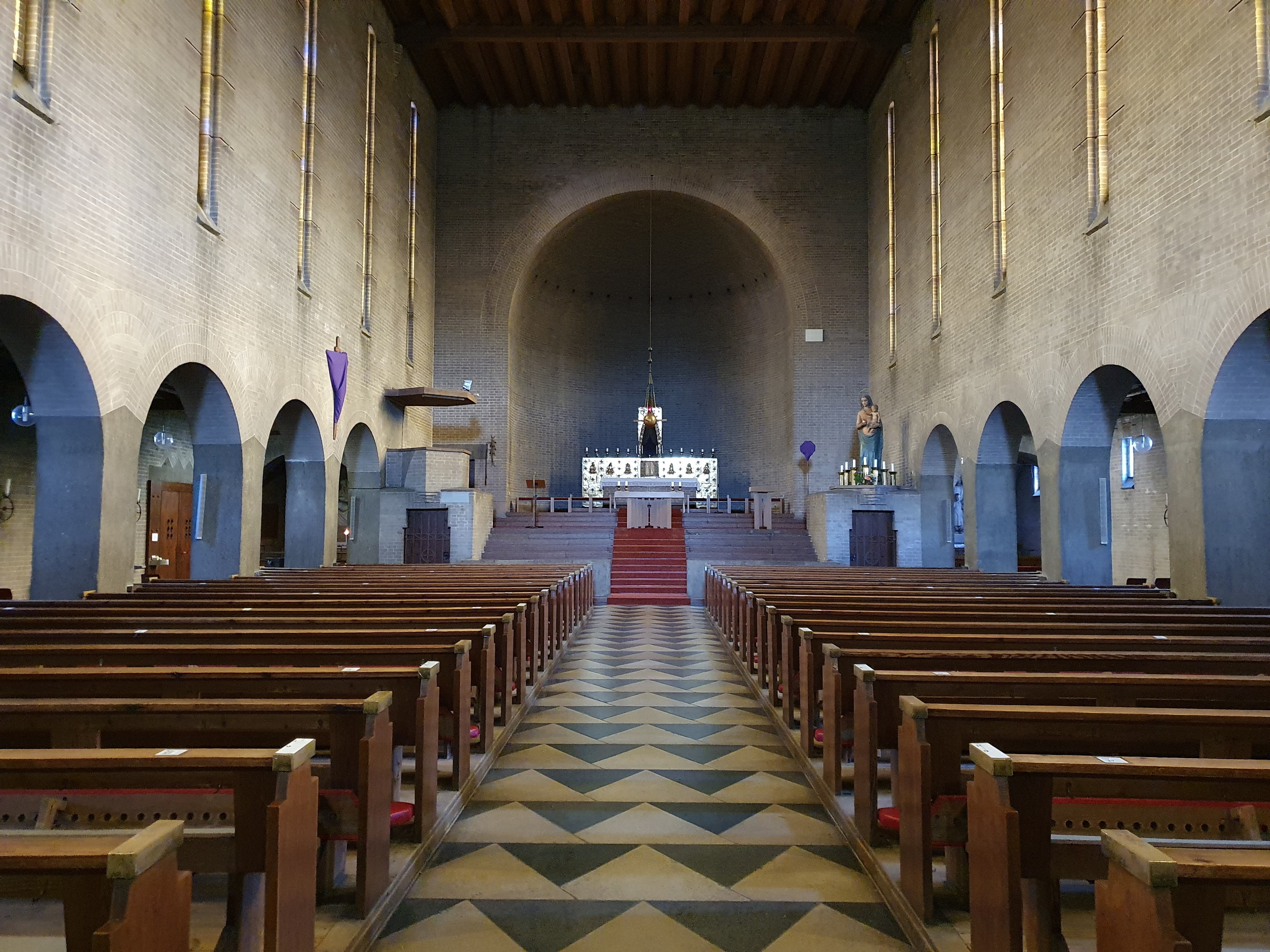
Innenraum gegen Osten

Die römisch-katholische Pfarrkirche St. Bonifaz ist nach der Herz-Jesu-Kirche die zweitälteste nachreformatorische katholische Kirche in Erlangen. Die zum Erzbistum Bamberg gehörende Kirche wurde in den Jahren 1927/28 nach den Plänen von Fritz Fuchsenberger im expressionistischen Stil erbaut und stellt heute ein bedeutendes Baudenkmal der 1920er Jahre dar.

## Lage
Zu seiner Erbauungszeit befand sich St. Bonifaz noch in geraumer Entfernung zum Stadtzentrum Erlangens am südlichen Stadtrand. Diese Randbezirke bestanden damals zum überwiegenden Teil aus weitläufigen Wiesen und Äckern, die nach Süden hin in den Sebalder Reichswald übergingen. Heute steht das Gotteshaus dagegen sehr zentral in fußläufiger Entfernung zum Rathaus, Kongresszentrum und Neuen Markt, die in den 1970er Jahren erbaut wurden. Außerdem grenzt St. Bonifaz an das nach dem Zweiten Weltkrieg entstandene Gelände der Firma Siemens. Besonders der in der Nachbarschaft gelegene, 1948 bis 1953 errichtete „Himbeerpalast“ erinnert stilgenetisch an die Bonifatiuskirche.

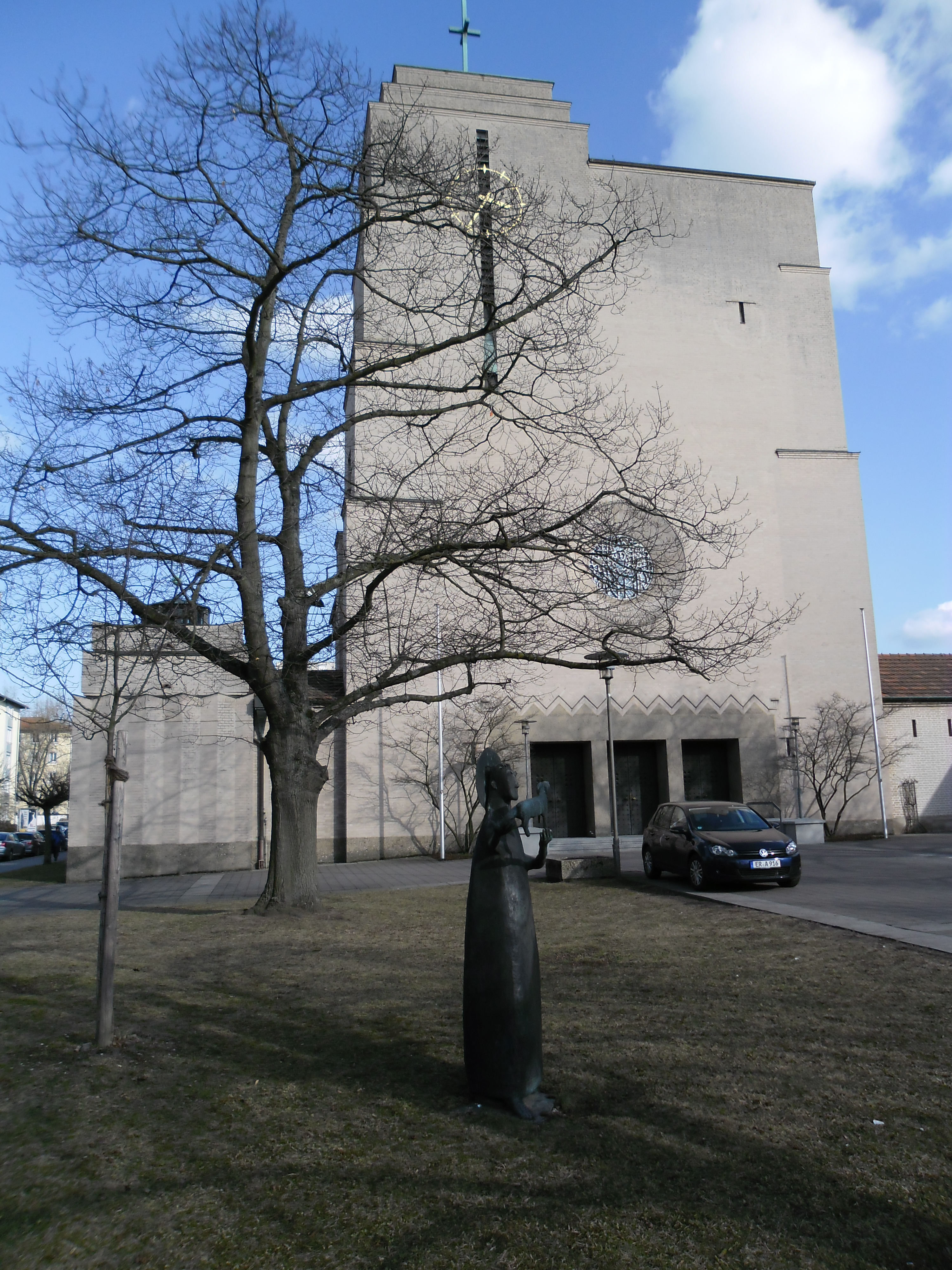
Bronzeskulptur Der gute Hirt auf dem Kirchenvorplatz

St. Bonifaz liegt am südlichen Ende des Langemarckplatzes (dem früheren Puchtaplatz), gegenüber dem Studentenhaus des Studentenwerks Erlangen-Nürnberg und der Justizvollzugsanstalt Erlangen. Das Langhaus erstreckt sich beinahe exakt in östlicher Richtung entlang der Hofmannstraße. Mit dem Bau der Sieboldstraße in den 1930er Jahren erhielten das Gotteshaus und das direkt angeschlossene, 1949 erbaute Pfarrhaus die Adresse „Sieboldstraße 1“. Durch den Verlauf der Sieboldstraße ergibt sich vor der dominanten Westfassade ein ausgedehnter Kirchenplatz, auf dem heute eine moderne Bronzeskulptur mit dem Titel Der gute Hirt aus städtischem Besitz steht. Sie wurde von dem gebürtigen Erlanger Bildhauer und späteren Münchner Akademieprofessor Heinrich Kirchner geschaffen, dessen Familie zu den aktivsten Förderern des Kirchenneubaus St. Bonifaz gehörte.
In dem Gebäudekomplex südlich der Bonifatiuskirche, der in den 1980er errichtet wurde, sind neben dem Pfarr- und Jugendheim St. Bonifaz, das „Pacellihaus“ der Katholischen Hochschulgemeinde (KHG) Erlangens und das „Haus kirchlicher Dienste“ untergebracht.

## Geschichte

### Vorgeschichte und Gründung eines Kirchenbauvereins
Nachdem Erlangen im 16. Jahrhundert mit dem Fürstentum Bayreuth evangelisch wurde, gab es bereits seit 1790 wieder ein katholisches Bethaus nordöstlich der damaligen Stadt, aus dem Mitte des 19. Jahrhunderts die Herz-Jesu-Kirche entstand. Mit der zunehmenden Industrialisierung gegen Ende des 19. Jahrhunderts wuchs die Einwohnerzahl Erlangens durch starken Zuzug aus dem überwiegend katholischen Umland an. Obwohl 1895 die Herz-Jesu-Kirche um das heutige Mittelschiff erweitert wurde, konnte sie die explosionsartig angestiegene Zahl der Katholiken nicht mehr aufnehmen. Deshalb versuchte man zunächst, die frühere deutsch-reformierte Kirche am Bohlenplatz zu erwerben, was allerdings am Widerstand evangelischer Kreise scheiterte. Aus diesem Grunde wurde ein Kirchenneubau in Erlangen unumgänglich.
Dazu wurde am 16. November 1921 ein Kirchenbauverein mit dem Ziel gegründet, ein Gotteshaus unter dem Patronat des Apostels der deutschen Diaspora, des heiligen Bonifatius, zu errichten. Am 18. Juni 1923 erwarben Pfarrgemeinde und Kirchenbauverein am damaligen südlichen Stadtrand von Erlangen, im Gebiet des Brucker Angers, von der Ansbacher Regierung ein geeignetes Baugrundstück.

### Architektenwettbewerb
Am 25. August 1924 wurde ein Architektenwettbewerb ausgeschrieben, wobei noch nicht einmal die Frage, ob St. Bonifaz eine Filialkirche oder doch eine (in der Regel größere) Pfarrkirche werden sollte, geklärt schien. Stattdessen waren die Vorgaben: ein nach Osten ausgerichtetes, dreischiffiges Langhaus mit Platz 2000 bis 2200 Kirchenbesucher, eine Orgelempore mit Platz für ein 30 Mann starkes Orchester, ein erhöhter Chor mit Hochaltar und zwei Seitenaltäre. Insgesamt wurden 23 Entwürfe vorgestellt, wobei die meisten Bewerber bereits in den ersten drei Wahlgängen ausschied.
Durchsetzen konnte sich letztendlich (wenn auch in stark abgewandelter Form) ein Entwurf des Münchner Professors Fritz Fuchsenberger, der mit dem Kennwort Centrisch eingereicht worden war und zunächst nur den zweiten Platz erlangte. Dazu ist der folgende Kommentar überliefert: „Gelobt wurde die klare Gruppierung der Baumassen, das Abrücken der caritativen Anstalten von der Straße. Ungünstig beurteilt wurde das vollkommen dunkle Tonnengewölbe und das tiefliegende Seitenlicht.“ Der ursprüngliche Entwurf sah eine plastisch gestaltete Eingangsfront mit zahlreichen rundbogigen Figurennischen, Arkaden und einem Sprenggiebel über dem Portal sowie Krumperfenster, also hohe, oben und unten bogig abschließende Fenster, an den Langhausseiten vor. vor, die stark an die italienische Architektur der Renaissance und des Barock erinnert. Da barocke Architektur in Erlangen ohnehin stark vertreten ist, können diesem Entwurf sowohl Anklänge an das Neobarock wie auch an den Heimatschutzstil zugeschrieben werden.

### Verzögerungen und erneute Planung
In den folgenden Jahren verzögerte sich der Kirchenbau durch die schwierige finanzielle Situation infolge der vorangegangene Inflationsjahre. Der Erlanger Stadtpfarrer Josef Weinig setzte sich dennoch unermüdlich für die neu zu gründende katholische Gemeinde ein. So gelang es ihm im Jahr 1925, das 1923 erworbene Grundstück am Brucker Anger gegen ein zentrumsnäheres städtisches Grundstück am Südrand des Puchtaplatzes (dem heutigen Langemarckplatz) zu tauschen. Der Tauschvertrag jedoch enthielt die Auflage, bis spätestens Ende 1927 mit dem Bau zu beginnen. Der Initiative Weinigs ist es auch zu verdanken, dass die katholische Kirchenverwaltung Erlangens am 29. März 1927 mit der Bayerischen Vereinsbank in München „den Vertrag einer Hypothekenaufnahme von 160.000 Mark zwecks Baues einer Bonifatiuskirche“ abschließen konnte. Nur zwei Tage später erteilte das Erzbischöfliche Ordinariat in Bamberg die Baugenehmigung.
Den Auftrag als Architekt erhielt im April 1927 wiederum Fritz Fuchsenberger, der kurz zuvor den Neubau der Kirche St. Karl Borromäus in Nürnberg-Mögeldorf fertiggestellt hatte. Unter den nunmehr zu außerordentlicher Sparsamkeit zwingenden Umständen entstand ein Entwurf im expressionistischen Stil mit Anklängen frühchristliche und romanische Architektur. Dieser war – erkennbar an der klaren Symmetrie, der proportionsgerechten Baugliederung und dem nüchternen, straff organisierten Programm – wesentlich stärker als der erste vom konstruktiven Funktionalismus der 1920er Jahre geprägt. In diesem Sinne ist auch die extreme Reduzierung in Ornament und dekorativem Detail, verbunden mit der Bildung großer, glatter Wandflächen, zu verstehen. In dieses Konzept sind, gleichsam zur Auflockerung, frühchristliche und hochmittelalterliche Stilpraktiken gekonnt integriert.

Zum Baustil Fuchsenbergers kommentierte die Erlanger Zeitung am 8. Juli 1928:

„Man mag sich zu dem Suchen nach einem modernen Stile stellen wie man will, man wird kaum behaupten dürfen, daß diese Bonifatiuskirche keine künstlerische Tat sei. Im Zeitalter der Maschinen, Motore, Flugzeuge, Raketenwagen, Radiosender und Ozeanüberquerungen kann doch der künstlerische Ausdruck des neuen Kirchenbaues unmöglich der einer gotischen Nachschablonierung oder barocken Ausputzung sein? Es muß der moderne Künstler – der ja nicht für Menschen des Hochmittelalters oder der ausklingenden katholischen Restauration schaffen soll, sondern für die Menschen eben dieses rasenden Zeittempos – darum versuchen, eine Sprache zu sprechen, die seine Gemeinde und seine Zeit wirklich mitverstehen. Zeitgemäß ist die Kunst Fritz Fuchsenbergers unbedingt.“

### Bauphase
Der erste Spatenstich zum Bau erfolgte bereits am 2. Mai 1927; die feierliche Grundsteinlegung durch den Herzogenauracher Dekan Joseph Müller wurde am 26. Juni desselben Jahres vorgenommen. Der Rohbau und der Dachstuhl nahmen rasch Gestalt an, sodass am 24. Oktober 1927, also noch vor Einbruch des Winters, das Richtfest gefeiert wurde und man in der Folge an den Innenausbau gehen konnte. Am 10. Juni 1928 weihte Erzbischof Johann Jakob von Hauck das Gotteshaus zu Ehren des heiligen Bonifatius.

### Erhebung zur Pfarrei und jüngere Geschichte
Im Jahr 1940 wurde St. Bonifaz zur selbstständigen Pfarrei erhoben und damit von der Herz-Jesu-Gemeinde abgespalten. Erster Pfarrer wurde Ambros Neundörfer, bereits seit 1934 Seelsorger in St. Bonifaz und später auch Dekan. Er war bis 1973, also fast 40 Jahre, in der Gemeinde tätig. Unter seiner Initiative entstanden in den 1960er und 1970er Jahren die Pfarreien St. Sebald im Stadtsüden am Rande des Sebalder Reichswaldes, Heilig Kreuz im Stadtteil Bruck und St. Theresia im Stadtteil Sieglitzhof – jeweils in einem der sich nach dem Zweiten Weltkrieg rasch entwickelnden Wohngebiete.
In unmittelbarer Nachbarschaft von St. Bonifaz entstand in den 1950er Jahren das „Pacellihaus“, das zum Zentrum der Katholischen Hochschulgemeinde wurde. Dabei spielt St. Bonifaz durch die sonntäglichen Universitätsgottesdienste eine unmittelbare Rolle. In den 1980er Jahren wurde das „Pacellihaus“ abgerissen und neu erbaut. In den Jahren 1986/87 wurden pfarrlichen Gebäude durch den Neubau des „Hauses kirchlicher Dienste“ und des Pfarr- und Jugendheims ergänzt. Seit 2006 gehört die Pfarrei zusammen mit Herz Jesu und St. Sebald zum Pfarreienverbund Erlanger Mitte, seit 2019 zum Katholischen Seelsorgebereich Erlangen.

## Architektur
Im Jahr 1928 beschrieb die Fachzeitschrift Bauwelt die Bonifatiuskirche wie folgt:

„Äußerster Zwang zur Sparsamkeit führte zur baulich einfachsten Kirchenbauform, der Basilika, mit flachen Holzdecken, aus dem Dachstuhl entwickelt. Das sichtbare, unverputzte Mauerwerk ist in gewöhnlichem weißen Kalksandstein, dem billigsten Baustein, ausgeführt. Erstmals in Deutschland am Monumentalkirchenbau in Nürnberg (Carl Borromäuskirche) und Erlangen verwendet, zeigt der weiße Stein an den großen Wandflächen des Innen- und Außenbaus seine gute Eignung für Sakralbauten. Besonders fördernd in der Bewertung des weißen Steines für Monumentalbauten wirkt der mittelgroße Korn des fränkischen Sandes mit seinen hellen Tönen von Weiß-Gelb bis Rostbraun. Der weiße Stein braucht die ihm eigene Technik. Sein Gebiet ist die große unverputzte Fläche.“

### Außenbau
Die nach Osten ausgerichtete Kirche besitzt einen rechteckigen Grundriss, über dem sich ein dreischiffiges, basilikales Langhaus zu acht Fensterachsen erhebt. Das hohe Mittelschiff ist mit einem flachen Satteldach versehen. Die beiden deutlich schmäleren Seitenschiffe besitzen Pultdächer und reichen in der Höhe nur etwa bis zu einem Viertel des Mittelschiffs. Darüber befinden sich schmale Fensterschlitze, die bis in große Höhe reichen. Als Abschluss unmittelbar unter dem Dach dient ein mehrteiliges Gesimsband, das durch gestufte Konsolen wirkungsvoll betont wird. An der Ostseite des rechteckigen Langhauses ist eine halbrunde Apsis angebaut, die schmäler als das Mittelschiff ausgeführt ist und ihr Licht nur durch schmale Fensterschlitze in großer Höhe bezieht. Auffällig ist der Grundrissverlauf der Apsis, der nach außen hin ein regelmäßiges Zickzack-Muster aufweist.
Der westwerkartige Vorbau enthält eine Vorhalle, südlich davon die Herz-Jesu-Kapelle und auf der Nordseite die weit aus der Flucht der seitlichen Mauern hervorspringende Taufkapelle. Letztere besitzt ebenfalls einen im Zickzack-Muster verlaufenden Grundriss und ein von einer Laterne mit Kreuz bekröntes Oberlicht.
Der Vorbau bildet nach Westen hin zugleich die Hauptfassade, die den aus der Mittelachse nach Norden verschobenen Turm enthält. Dieser nimmt sich kaum höher als die übrige Fassade aus und ist als solcher nur durch seine Bekrönung in Form eines gestuften Profils erkennbar. Ursprünglich hätte er wohl höher ausgeführt werden sollen – eine Maßnahme, die aus Kostengründen jedoch nicht verwirklicht wurde. Außerdem wird die Westfassade durch klammernde Kaffgesimse gegliedert, die sich an den Schmalseiten des Westwerks entwickeln und den Eindruck einer Viergeschossigkeit erzeugen. An zentraler Stelle der Schaufassade befindet sich, der mittelalterlichen Bautradition folgend, ein großes Rundfenster, auf dem der Kirchenpatron Bonifatius dargestellt ist. Darunter ist das narthexartige Hauptportal angeordnet, das von einem Zickzack-Fries bekrönt ist. Hier wird der architektonische Duktus, der sich in den Grundrissformen von Apsis und Taufkapelle zeigt, wieder aufgenommen.
Als Baustoff wurde aus Kostengründen auf fränkischen Kalksandstein aus dem nahen Behringersdorf zurückgegriffen.

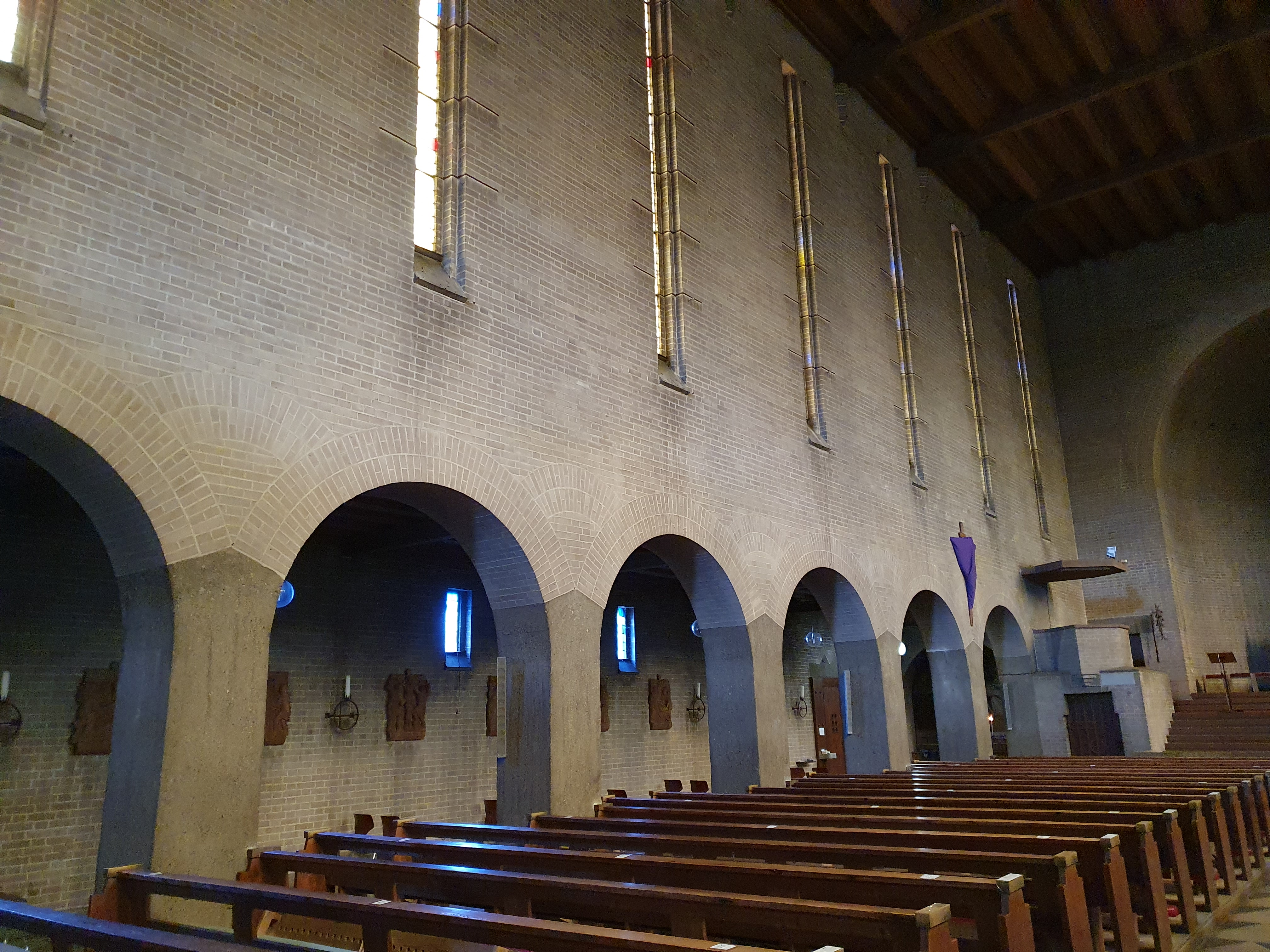
Nördliche Arkadenreihe des Mittelschiffs

### Innenraum
Beim Betreten des recht dunklen Kirchenraumes durch das Hauptportal gelangt der Besucher zunächst in eine dreijochige Vorhalle, die in dem westwerkartigen Vorbau untergebracht ist. Darüber befindet sich die Orgelempore. Durch Glastüren betritt man das rechteckige Langhaus, das acht Fensterachsen besitzt. Man befindet sich im Mittelschiff, das von einer flachen, am Dachstuhl abgehängten Holzdecke, der einfachstmöglichen Dachkonstruktion, überspannt wird. Durch einfache, auf Betonstützen ruhende Rundbogenarkaden öffnet sich der Raum zu den beiden niedrigen, schmalen Seitenschiffen, die ebenfalls mit flachen Holzdecken versehen sind. Diese dienen lediglich als seitliche Durchgänge; das Kirchengestühl befindet ausschließlich im Mittelschiff links und rechts eines breiten Mittelganges.
Dieser führt zu einer insgesamt dreizehnstufigen Treppe, welche in den stark erhöhten Altarraum führt. Letzterer setzt sich aus dem querrechteckigen Presbyterium in der östlichen Langhausachse und der abschließenden, halbkreisförmigen Apsis zusammen. Links und rechts des Treppenaufgangs befinden zwei massive Podeste, sogenannte Ambonen. Das linke Podest weist sich durch den polygonalen Brüstungsverlauf und den Schalldeckel als Kanzel aus, während der rechte Ambon als Sockel für eine lebensgroße, farbig gefasste Figur der Mutter Gottes mit dem Jesuskind dient. Bei dieser handelt es sich um ein Werk des Bamberger Bildhauers Hans Leitherer. Die beiden Ambonen dienen zugleich als Zugang zur Krypta, die sich unter dem Altarraum befindet. In dieser kleinen „Unterkirche“, die mit einem Altar ausgestattet ist und zum Beispiel für die Werktagsgottesdienste genutzt wird, sorgen die roten Glasfenster für ein besonders stimmungsvolles Licht. Den Abschluss der beiden Seitenschiffe (jeweils östliche Langhausachse) bildet jeweils eine kleine Seitenkapelle, die von einem einfachen Kreuzgratgewölbe überspannt wird.
Die architektonische Konzeption von St. Bonifaz ähnelt stark derer von St. Karl Borromäus in Nürnberg-Mögeldorf – einer Kirche, die in den Jahren 1926/27 ebenfalls von Fritz Fuchsenberger erbaut wurde. Bei beiden Kirchenbauten betonen die emporstrebenden Wände des Mittelschiffes und die hohen, schmalen Fensterschlitze den Tiefenzug des Gotteshauses und lenken bereits beim Betreten des Kirchengebäudes den Blick auf das Allerheiligste im Altarraum. Im Gegensatz zu St. Karl Borromäus musste bei dem Erlanger Pendant aus finanziellen Gründen auf eine Ausmalung verzichtet werden, sodass hier der Blick auf das regelmäßige, in handwerklicher Vollendung gefügte Mauerwerk freigegeben wird.

## Zeitgenössische Kunst

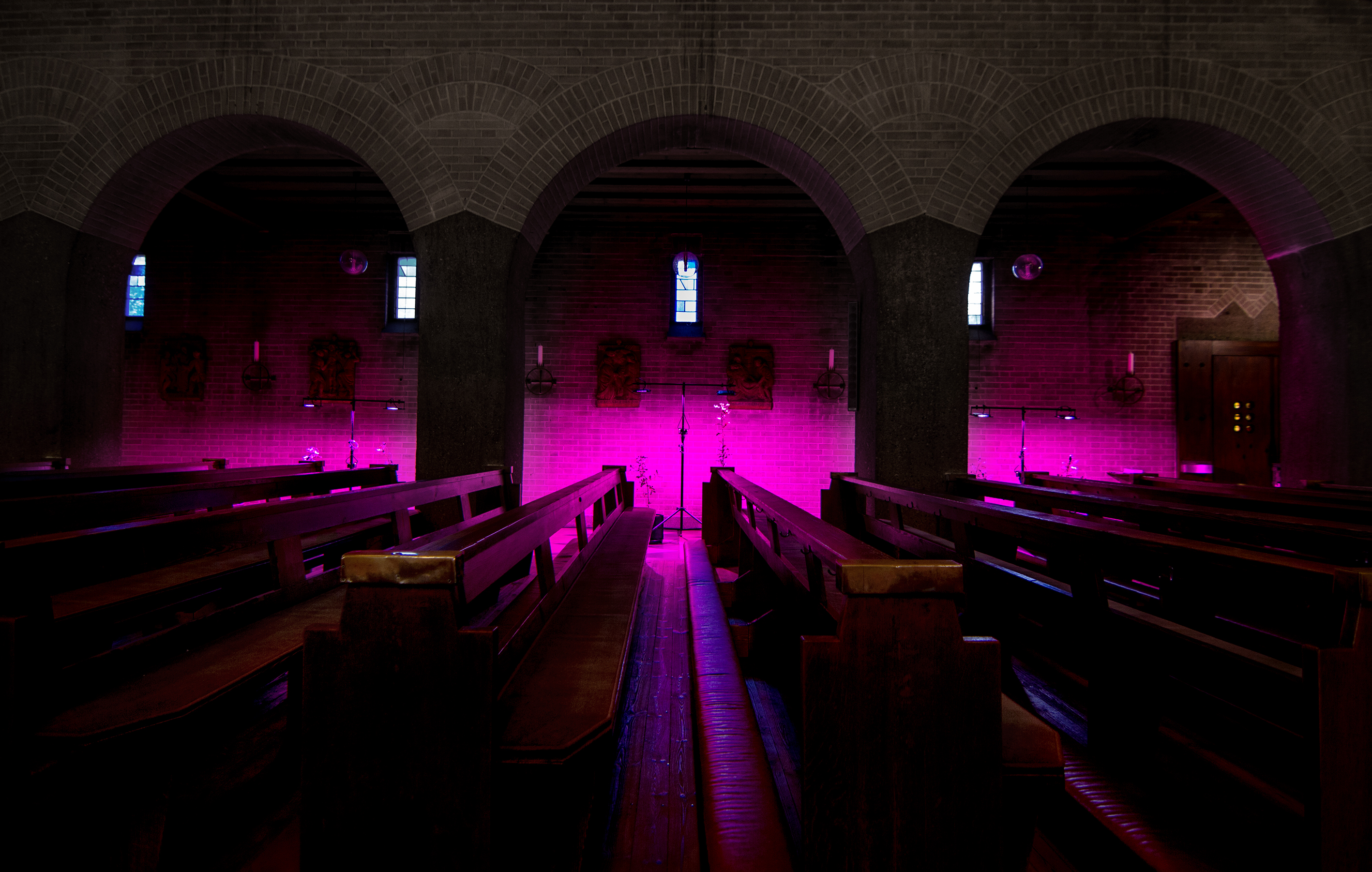
Ausstellung waste and void 2019, „WINFRIED UND DIE EICHEN“ von Sebastian Wanke im nördlichen Kreuzweg

Im Jahr 2019 veranstaltete die Künstler Gruppe ARTISAN unter Leitung von Sebastian Hertrich und Sebastian Wanke eine Gruppenausstellung unter dem Titel „waste and void“ in Erlangen. Unter anderem in der Herz-Jesu-Kirche, der Altstädter Kirche und einer Kunstgalerie in der Innenstadt. Präsentiert wurden künstlerische Positionen in den Ausdrucksformen der Malerei, Plastik, Fotografie, digitaler Installation und Bildhauerei, die sich im Spannungsfeld zwischen religiösen und profanen Themen bewegen. Die St. Bonifaz nahm mit ihrem lichtarmen Innenraum eine Schlüsselrolle in der Ausstellung für Lichtkunst ein.

## Ausstattung

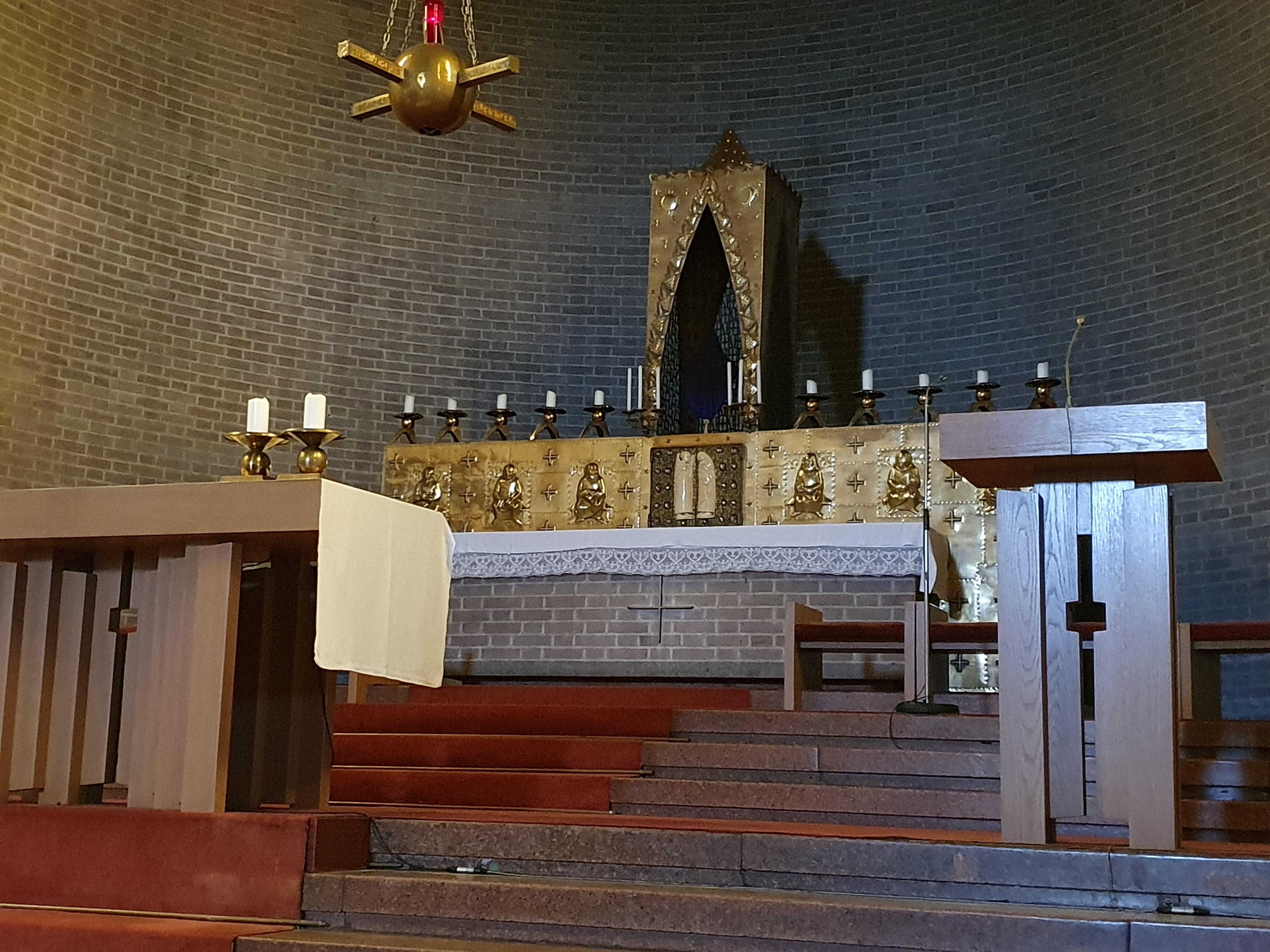
Blick in den Altarraum

### Altarraum
Der Hochaltar vermag zwar die Apsis mit ihrer großen Höhe in keiner Weise auszufüllen, aber er zieht mit golden glänzender Front bereits die Blicke der Eintretenden auf sich. Diese den quaderförmigen Altarblock verkleidende Schaufront besteht aus poliertem Messing. Sie enthält an zentraler Position einen nahezu würfelförmigen, vergoldeten Tabernakel, dessen Türen mit kunstvollen Elfenbeinreliefs der Verkündigung an Maria und der Inschrift Et incarnatus est de Spiritu Sancto ex Maria Virgine et homo factus est (aus dem Großen Glaubensbekenntnis: lat. „hat Fleisch angenommen durch den Heiligen Geist von der Jungfrau Maria und ist Mensch geworden“) versehen sind. Der Tabernakel wird von einem ebenfalls in poliertem Messing ausgeführten, ziboriumsartigen Aufbau überragt. Dieser filigran wirkende Aufsatz öffnet sich nach vorne zum Betrachter spitzbogig und wird von einer kleinen Pyramide bekrönt. Zu beiden Seiten des Tabernakels befinden sich je drei Prägereliefs von alttestamentlichen Propheten, deren Schriften allesamt auf das Kommen des Erlösers hinweisen. Deshalb hat sich die Bezeichnung der „sechs Bonifazer Adventspropheten“ hierfür eingebürgert. Von links nach rechts sind dargestellt: Micha, Obadja, Daniel, Jesaja, Ezechiel und Jeremia.
Vor dem Hochaltar scheint die Ewiglichtampel, die an der Apsiskuppel aufgehängt ist, zu schweben. Sie ist ebenfalls aus poliertem Messing gearbeitet und weist eine Kugelform auf, aus der vier Arme eines liegenden Kreuzes ragen.

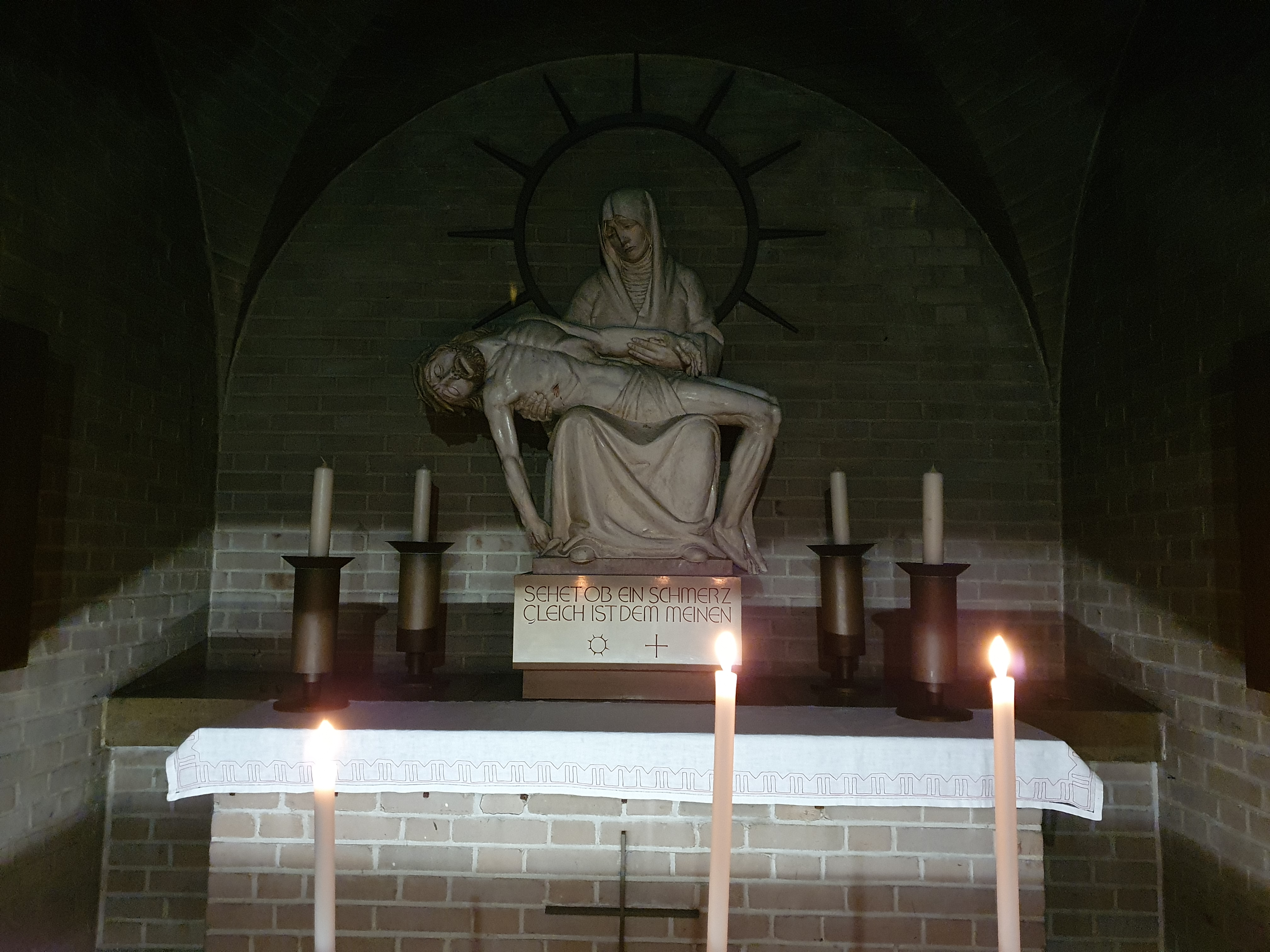
Pietà in der nördlichen Seitenkapelle

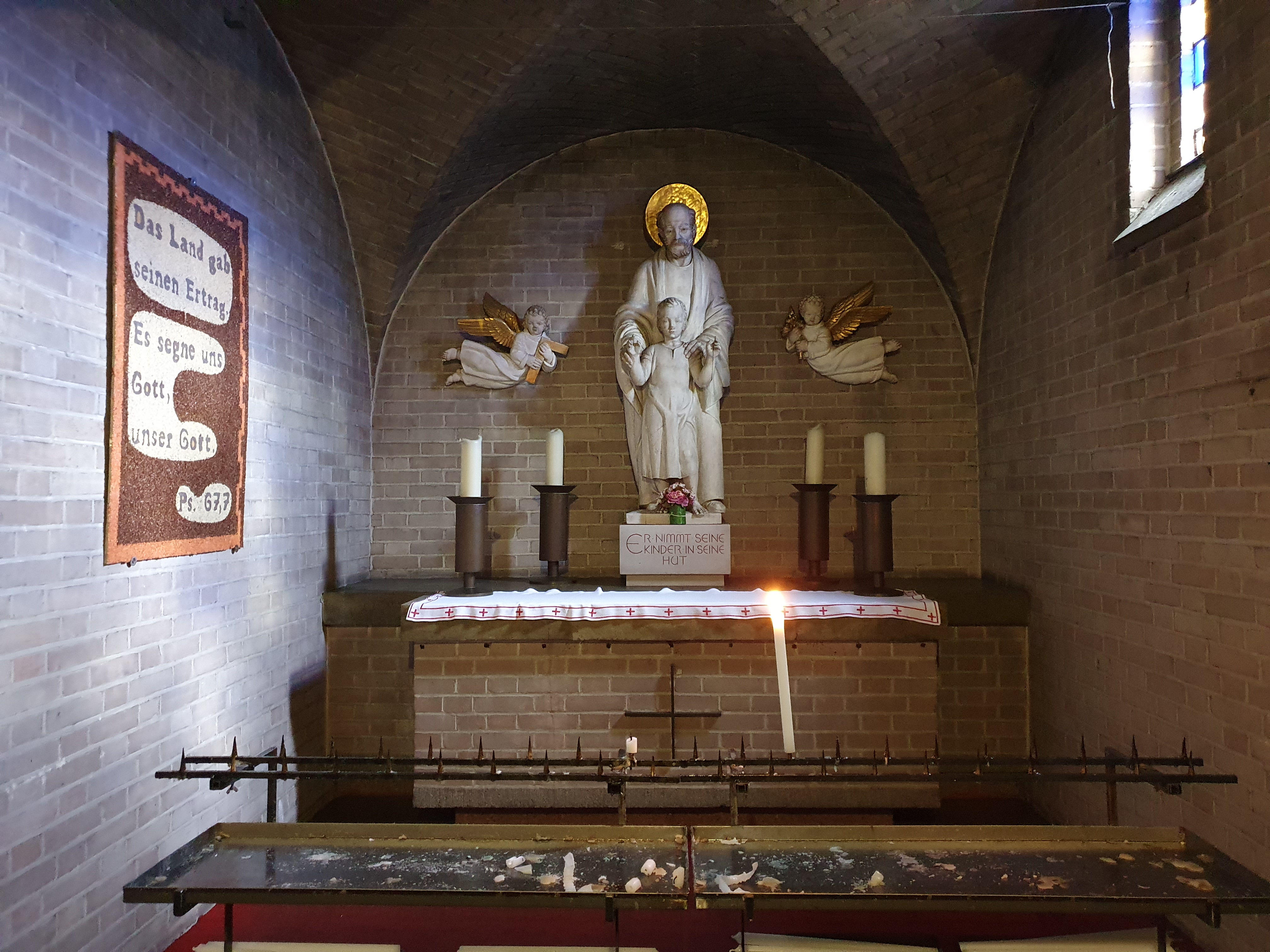
Josefsaltar in der südlichen Seitenkapelle

### Seitenkapellen
In den beiden Seitenkapellen befinden sich Altäre des Münchner Bildhauers Hans Faulhaber, die als Pendants ausgeführt sind. Diese enthalten jeweils eine Figurengruppe auf einem Steinsockel. In der linken Kapelle, die sich thematisch auf die heilige Maria bezieht, befindet sich eine Pietà. Diese zeigt Maria, die den Leichnam des vom Kreuz abgenommenen Sohnes Jesus auf ihren Knien trägt. Der Sockel trägt die Inschrift SEHET OB EIN SCHMERZ GLEICH IST DEM MEINEN.
Die rechte Kapelle zu Ehren des heiligen Josef enthält einen Altar mit einer Figurengruppe des heiligen Josef und des etwa 12-jährigen Jesusknaben, dem der Vater gutmütig die Grundbegriffe seines Handwerks erklärt. Am Sockel befindet sich die Inschrift ER NIMMT SEINE KINDER IN SEINE HUT. Der Altar wird von zwei im Halbrelief ausgeführten Engelsfiguren an der Wand flankiert.

### Rückwärtige Kapellen
Die Taufkapelle liegt ein wenig versteckt in der nordwestlichen Ecke des Langhauses. Sie erinnert in ihrer baulichen Gestalt an frühchristliche Baptisterien. Ihr Licht bezieht sie einzig aus sternförmigen Glasfenstern in der Decke. In dem Raum befindet sich neben dem schlichten Taufstein auch eine Bronzeskulptur der Taufe Jesu durch Johannes im Jordan.
In der Südwestecke der Bonifatiuskirche befindet sich die Herz-Jesu-Kapelle, die einen weiteren Seitenaltar enthält. Dieser besteht im Wesentlichen aus einer Herz-Jesu-Figur im Halbrelief, die von vier Engelsfiguren umringt ist. In der Herz-Jesu-Kapelle befindet sich das Beichtzimmer.

### Kreuzweg
An den Wänden der Seitenschiffe befinden sich 14 Kreuzwegtafeln, die als Holzreliefs ausgeführt sind. Sie wurden wie die Seitenaltäre von Hans Faulhaber geschaffen.

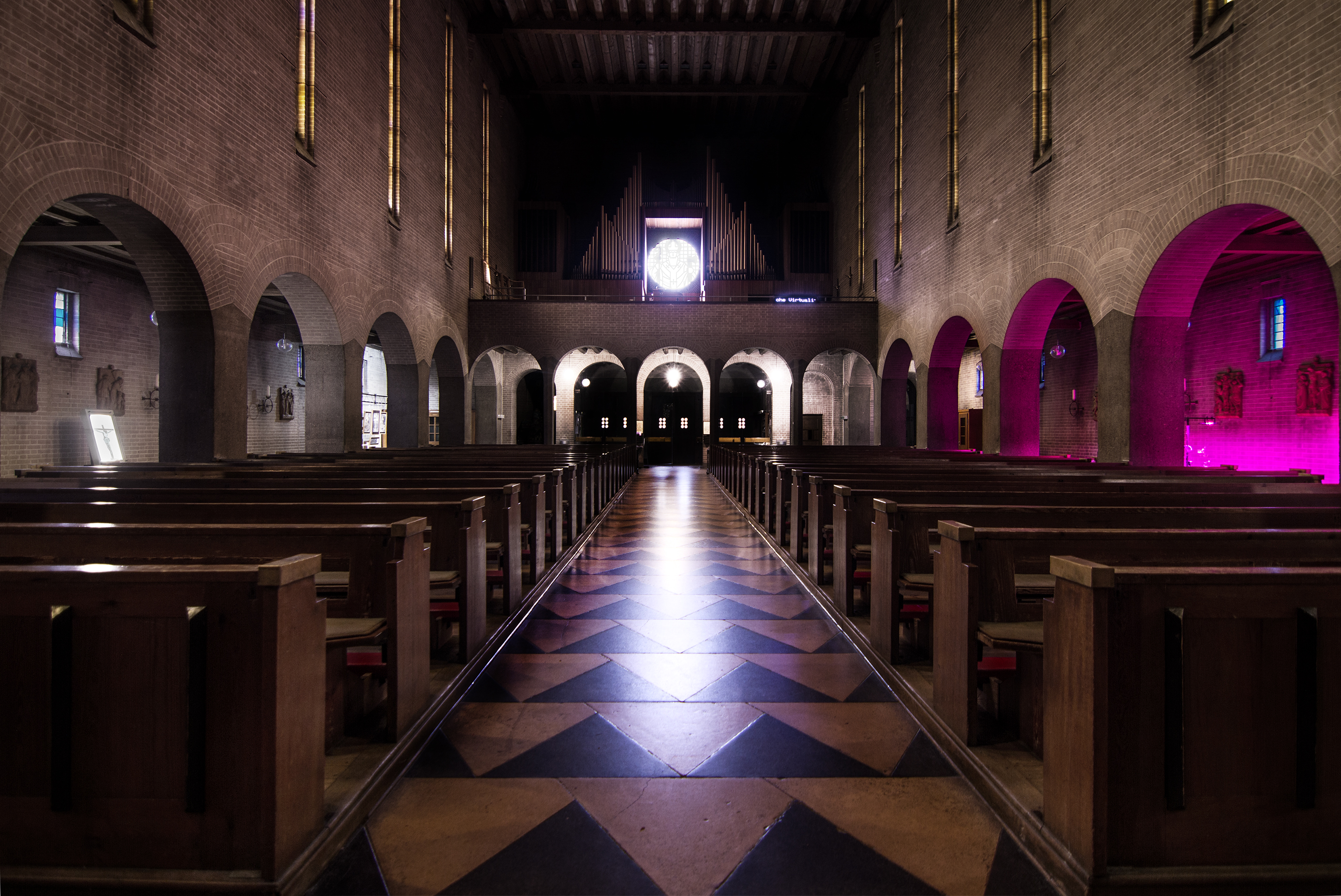
Blick auf die Orgel, Gruppenausstellung waste and void 2019

### Orgel
Die erste Orgel in St. Bonifaz wurde im Jahr 1937 von Magnus Schmid aus München errichtet. Es handelte sich dabei um ein Instrument, das im Stile der deutschen Romantik ausgerichtet war. 1968 wurde dieses Instrument um ein drittes Manual erweitert und klanglich in ein „neobarockes“ Instrument verwandelt. Da diese schrillen Register mit zahlreichen schwer mischbaren, obertonhaltigen Klängen dem heutigen akustischen Ideal nicht mehr entsprechen, wurde die Orgel in den Jahren 2007/08 von Benedikt Friedrich aus Oberasbach umgestaltet. Für nur etwa ein Fünftel des Gesamtpreises eines neuen Instruments wurde eine verhältnismäßig große „ökumenische Orgel“ aus 16 Registern der alten Bonifazer Orgel, 13 Registern der 2005 abgebauten Steinmeyer-Orgel (erbaut 1919, umgebaut 1935/36) in der evangelischen Neustädter Kirche und fünf neuen Registern zusammengestellt. Die ältesten Stimmen der heutigen Bonifazer Orgel (Gambe 8′, Trompete 8′, Posaune 16′) wurden bereits 1910 von Firma Steinmeyer geschaffen und 1919 beim Bau einer neuen Orgel für die Neustädter Kirche in diese übernommen. Die übrigen Steinmeyer-Register entstanden im Zuge des Neubaus von 1919. Die heutige Orgel in St. Bonifaz erlaubt nun wieder die stilgerechte Darstellung romantischer Orgelwerke, wobei gleichzeitig einige Ausweitungen auf Klangformen der 1920er und 1930er Jahre enthalten sind. Dadurch wird Bezug auf die Erbauungszeit von St. Bonifaz genommen. Das Instrument besitzt einen freistehenden Spieltisch.
Die Disposition lautet wie folgt:
| I Hauptwerk C–g3 |            |      |     |
| 1.               | Rohrflöte  | 16′0 | alt |
| 2.               | Prinzipal  | 08′  | alt |
| 3.               | Gambe      | 08′  | NK  |
| 4.               | Soloflöte  | 08′  | alt |
| 5.               | Oktave     | 04′  | NK  |
| 6.               | Nachthorn0 | 04′  | neu |
| 7.               | Mixtur IV  | 02′  | NK  |
| 8.               | Kornett V  | 08′  | NK  |
| 9.               | Trompete   | 08′  | NK  |

| II Schwellwerk C–g3 |                   |         |     |
| 10.                 | Quintade          | 16′     | NK  |
| 11.                 | Hornprinzipal     | 08′     | alt |
| 12.                 | Rohrflöte         | 08′     | NK  |
| 13.                 | Salizional        | 08′     | alt |
| 14.                 | Aeoline           | 08′     | neu |
| 15.                 | Prästant          | 04′     | alt |
| 16.                 | Traversflöte      | 04′     | alt |
| 17.                 | Harmonia aethera0 | 02 ⁄3′0 | neu |
| 18.                 | Bachflöte         | 02′     | alt |
| 19.                 | Oboe              | 08′     | alt |
|                     | Tremulant         |         |     |

| III Kronpositiv C–g3 |                   |        |     |
| 20.                  | Gemshorn          | 8′     | NK  |
| 21.                  | Lieblich Gedeckt0 | 8′     | alt |
| 22.                  | Dulciana          | 8′     | alt |
| 23.                  | Prinzipal         | 4′     | alt |
| 24.                  | Fugara            | 4′     | neu |
| 25.                  | Nasard            | 2 ⁄3′0 | NK  |
| 26.                  | Blockflöte        | 2′     | NK  |
| 27.                  | Sifflöte          | 1′     | NK  |
| 28.                  | Klarinette        | 8′     | NK  |
|                      | Tremulant         |        |     |

| Pedal C–f1 |             |      |     |
| 29.        | Kontrabass0 | 16′0 | alt |
| 30.        | Subbass     | 16′  | alt |
|            | Zartbass    | 16′  | WA  |
| 31.        | Oktavbass   | 08′  | alt |
| 32.        | Cello       | 08′  | neu |
| 33.        | Choralbass  | 04′  | alt |
| 34.        | Posaune     | 16′  | NK  |

- Koppeln: II/I, Super II/I ausgebaut, Sub II/I, Super II, III/II, III/I, I/P, II/P, Super II/P, III/P
- Spielhilfen: 2 freie Kombinationen
- Anmerkungen:

NK = Register der ehem. Steinmeyer-Orgel in der Neustädter Kirche (1910 bzw. 1919)
alt = Register der ehem. Schmid-Orgel in St. Bonifaz (1937)
neu = neues Register von Friedrich (2008)
WA = Windabschwächung aus Subbass 16′

### Glocken
In einer geräumigen Glockenstube in dem westwerkartigen Vorbau befindet sich ein vierstimmiges Geläut, das im Jahr 1954 von Friedrich Wilhelm Schilling in Heidelberg gegossen wurde. Das Geläut ist nach dem der evangelischen Matthäuskirche das zweittontiefste der Stadt Erlangen. Es umfasst folgende Glocken:
| Nr. | Gussjahr | Gießer                      | Gewicht [kg] | Durchmesser [mm] | Schlagton (HT-1/16) |
| --- | -------- | --------------------------- | ------------ | ---------------- | ------------------- |
| 1.  | 1954     | F. W. Schilling, Heidelberg | 2.100        | 1531             | c1-4                |
| 2.  | 1954     | F. W. Schilling, Heidelberg | 995          | 1194             | e1-5                |
| 3.  | 1954     | F. W. Schilling, Heidelberg | 562          | 998              | g1-4                |
| 4.  | 1954     | F. W. Schilling, Heidelberg | 484          | 938              | a1-4                |